# Велії
Велії (Veliidae) — родина напівводних клопів (Heteroptera). Налічує понад 1170 видів у 66 родах.

## Поширення
Велії поширені на всіх континентах, крім Антарктиди. Найбільшого різномаїття досягають в індомалайському регіоні та на узбережжі Карибського моря. В Україні зареєстровано 7 видів.

## Опис
Дрібні комахи з тілом завдовжки від 2 до 9 мм, зазвичай більш-менш подовжено-яйцеподібної форми, вкрите щільним пушком. Голова коротка, оснащена великими складними очима, з вусиками , що складаються з 4 члеників. Хоботок складається з 4 сегментів.
Передні крила не диференційовані на геміелітри і мають жилкування, яке охоплює 4-6 ланок. Існують також безкрилі або короткокрилі види, а також форми з добре розвиненими крилами. Ноги відносно короткі й товстіші, ніж у водомірок, а стегнові кістки коротші за черевце. Лапки передніх ніг утворені 1-2 члениками, середніх і задніх ніг - 2-3 члениками. Однією з головних характеристик, яка відрізняє велій від водомірок, є розташування серединних ніг: вони фактично розташовані на однаковій відстані від передніх і задніх ніг, тоді як у водомірок розташування середніх ніг набагато ближче до задніх ніг

## Спосіб життя
Велії живуть у вологих прісноводних середовищах, як правило, зі спокійними або стоячими водами; лише роди Halovelia і Trochopus мешкають у морських узбережних водах. Хижі комахи, що пересуваються на поверхні води та полюють на дрібних водних безхребетних. Вони також здатні пірнати, утримуючи повітря завдяки волосяному покриву тіла. Вони більше пов'язані з сушею, ніж водомірки, і пересуваються по воді лише для полювання. Тому їх можна зустріти не тільки на воді, але й на мулі, мокрих скелі, водних рослинах і на берегах водойм.

## Систематика
- підродина Haloveliinae Esaki, 1930
  - рід Entomovelia Esaki, 1930
  - рід Halovelia Bergroth, 1893
  - рід Haloveloides Andersen, 1992
  - рід Ocheovelia D.A. Polhemus & J.T. Polhemus, 2006
  - рід Strongylovelia Esaki, 1924
  - рід Xenobates Esaki, 1927
- підродина Microveliinae China & Usinger, 1949
  - триба Hebroveliini Lundblad, 1939
    - рід Hebrovelia Lundblad, 1939

  - триба Microveliini China & Usinger, 1949
    - рід Aegilipsicola D. Polhemus & J. Polhemus, 1994
    - рід Baptista Distant, 1903
    - рід Drepanovelia Andersen & Weir, 2001
    - рід Euvelia Drake, 1957
    - рід Geovelia Zimmermann, 1984
    - рід Husseyella Herring, 1995
    - рід Lacertovelia Andersen & Weir, 2001
    - рід Microvelia Westwood, 1834
    - рід Microvelopsis Andersen & Weir, 2001
    - рід Neoalardus Distant, 1912
    - рід Nesidovelia Andersen & Weir, 2001
    - рід Neusterensifer J. Polhemus & D. Polhemus, 1994
    - рід Papuavelia D. Polhemus & J. Polhemus, 2000
    - рід Petrovelia Andersen & Weir, 2001
    - рід Phoreticovelia D. Polhemus & J. Polhemus, 2000
    - рід Polhemovelia Zettel & Sehnal, 2000
    - рід Pseudovelia Hoberlandt, 1950
    - рід Tanyvelia D. Polhemus & J. Polhemus, 1994
    - рід Tarsovelia Polhemus & Polhemus, 1994
    - рід Tarsoveloides Andersen & Weir, 2001
    - рід Tenagovelia Kirkaldy, 1908
    - рід Tonkouivelia Linnavuori, 1977
    - рід Xiphovelia Lundblad, 1933
    - рід Xiphoveloidea Hoberlandt, 1951

  - триба Velohebriini Štys, 1976
    - рід Velohebria Štys, 1976

  - рід Aegilipsovelia J. Polhemus, 1970
  - рід Aphrovelia J. Polhemus & D. Polhemus, 1988
  - рід Aquulavelia Thirumalai, 1999
  - рід Brechivelia D. Polhemus & J. Polhemus, 1994
  - рід Carayonella Poisson, 1948
  - рід Cylicovelia J. Polhemus & Copeland, 1996
  - рід Eyarinella Zettel & Laciny, 2021
  - рід Fijivelia J. Polhemus & D. Polhemus, 2006
  - рід Gracilovelia Poisson, 1955
  - рід Lathriovelia Andersen, 1989
  - рід Mangrovelia Linnavouri, 1977
  - рід Menuthiasia Poisson, 1952
  - рід Microveliopsis Andersen & Weir, 2001
  - рід Microveloidella Poisson, 1952
  - рід Nilsvelia Cassis, Hodgins, Weir & Tatarnic, 2017
  - рід Rheovelia D. Polhemus & J. Polhemus, 1994
  - рід Submicrovelia Poisson, 1951
  - рід Thirumalaia Zettel & Laciny, 2021
  - рід Tubuaivelia J. Polhemus & D. Polhemus, 2008
- підродина Ocelloveliinae Drake & Chapman, 1963
  - рід Ocellovelia China & Usinger, 1949
- підродина Perittopinae China & Usinger, 1949
  - рід Perittopus Fieber, 1861
- підродина Rhagoveliinae China & Usinger, 1949
  - рід Chenevelia Zettel, 1996
  - рід Rhagovelia Mayr, 1865
  - рід Trochopus Carpenter, 1898
- підродина Veliinae Brullé, 1836
  - рід Angilia Stål, 1865
  - рід Angilovelia Andersen, 1981
  - рід Callivelia Polhemus, 2021
  - рід Oiovelia Drake & Maldonado-Capriles, 1952
  - рід Paravelia Breddin, 1898
  - рід Platyvelia Polhemus & Polhemus, 1993
  - рід Steinovelia J. Polhemus & D. Polhemus, 1993
  - рід Stridulivelia Hungerford, 1929
  - рід Tetraripis Lundblad, 1936
  - рід Velia Latreille, 1804
  - рід Veloidea Gould, 1934